# ムチレージ

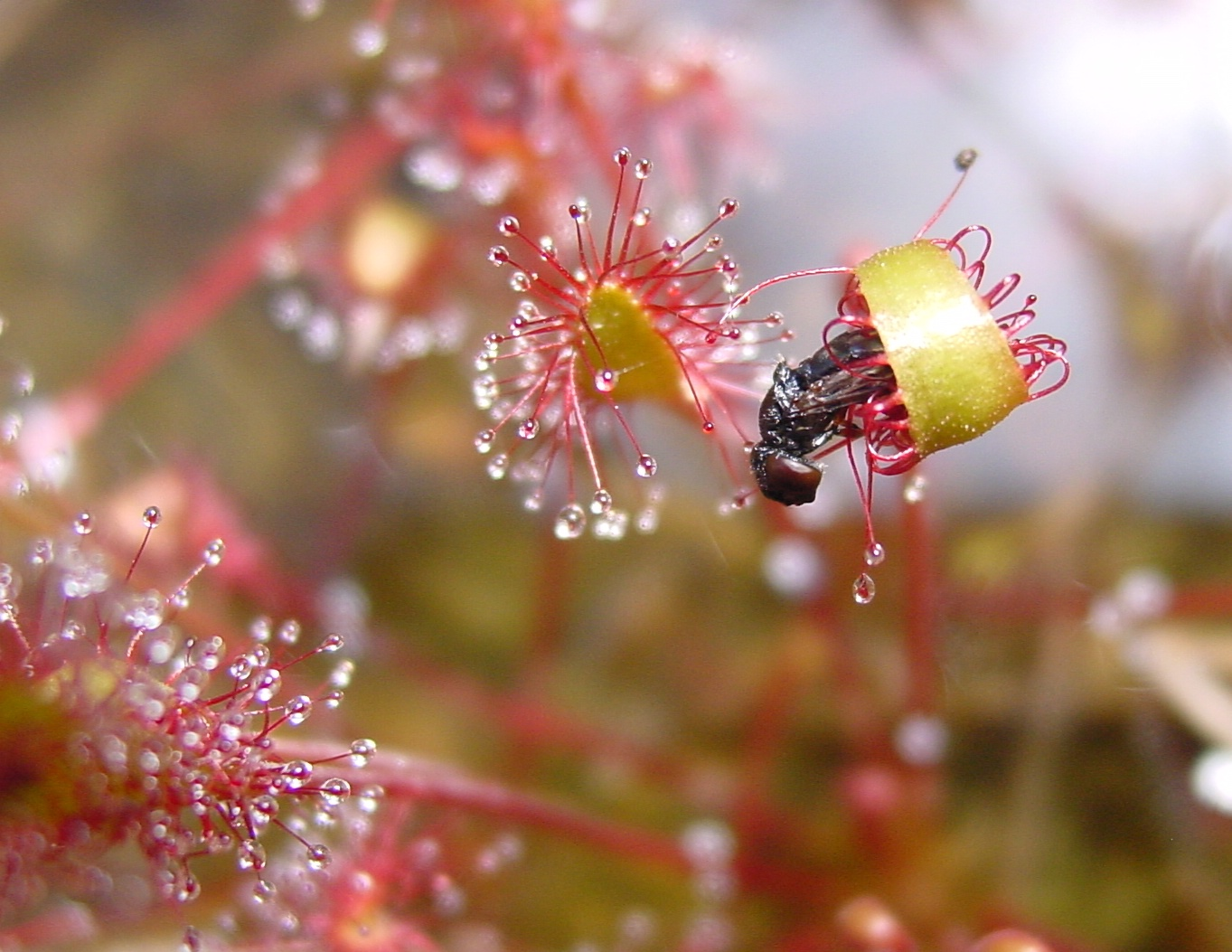
粘液に捕らわれたハエを囲むように葉を曲げたモウセンゴケ

ムチレージは、ほとんどすべての植物と一部の微生物が生成する厚い糊状物質である。これらの微生物には原生生物も含まれ、原生生物は粘液を運動に利用する。原生生物の運動方向は、粘液が分泌される方向と常に反対である。ムチレージは極性糖タンパク質であり、菌体外多糖である。植物のムチレージは、水分や食物の貯蔵、種子の発芽、膜を厚くするなどの役割を果たしている。サボテン（およびその他の多肉植物）と亜麻の種子は、特に粘液質の豊富な供給源である。

## 発生
菌体外多糖は微小凝集体を最も安定化させる因子であり、土壌中に広く分布している。したがって、菌体外多糖を産生する「土壌藻類」は、世界の土壌の生態系において重要な役割を果たしている。この物質は、例えば単細胞生物や糸状の緑藻類、シアノバクテリアの外側を覆っている。特に緑藻類の中でもボルボケール類は、ライフサイクルのある時点で菌体外多糖を生成することが知られている。菌体外多糖はほとんどすべての植物に存在するが、通常は少量である。タンニンやアルカロイドのような物質とよく結びついている。
一部の食虫植物では、ムチレージに独特な目的がある。モウセンゴケ属やムシトリスミレ属などの植物の葉には粘液分泌腺があり、このようにしてできた「ハエ取り紙トラップ」を使って昆虫を捕獲する。

## 用途

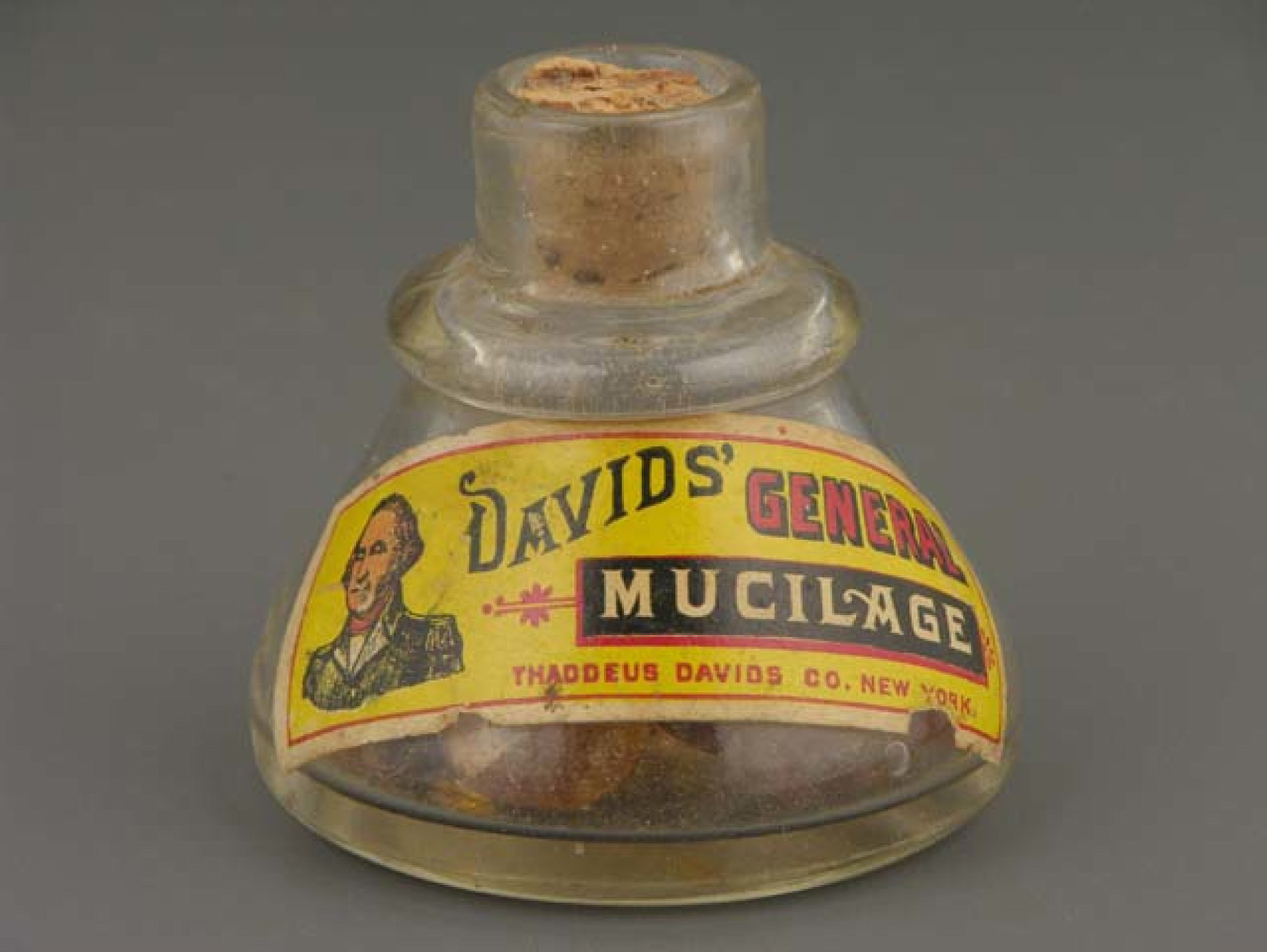
20世紀前半のムチレージ用ガラス容器

ムチレージは食用にできる。保護膜を形成することで粘膜の炎症を和らげるため、医薬品として使用される。体内では水溶性で粘性の食物繊維として作用する。また、糞便を濃くすることが知られており、オオバコの種皮を含む食物繊維サプリメントに活用されている。
伝統的に、マシュマロはマシュマロ属の植物（ウスベニタチアオイ）の粘液質な根の抽出物から作られていた。北アメリカの樹木の一種であるスリッパリーエルム（Ulmus rubra）の樹皮は、古くから鎮痛剤や咳止めとして使用されており、現在でもその目的で市販されている。
水に混ぜたムチレージは接着剤として使用され、特にラベル、切手、封筒のフラップなどの紙製品の接着に使われてきた。
さまざまな種類とさまざまな強さのムチレージは、ラベルを金属缶に、木材を陶器に、革を厚紙に接着するなど、その他の接着用途にも使用できる。
納豆を発酵させる際、納豆菌が産生する細胞外酵素が大豆の糖と反応してムチレージを生成する。このムチレージの量と粘度が納豆の重要な特徴であり、納豆の独特の味と香りに寄与している。

モウセンゴケ属(Drosera)とmムシトリスミレ属(Pinguicula)の2種類の食虫植物が分泌するムチレージは、スウェーデンの伝統的なヨーグルトのような乳製品、フィールミョルク（Filmjölk）の製造に使われている。

## 植物への生態学的影響
種子中のムチレージの存在は、植物種によっては、水ストレス耐性、アレロパシーによる競争、土壌粒子への付着による発芽促進など、重要な生態学的プロセスに影響を与える 。また、放射線の被曝による損傷からDNAを保護する上で種子ムチレージの役割を示唆する著者もいる 。種子あたり生産されるムチレージの量は、個体群の地域的な環境条件と関連して、種の分布範囲によって異なることが示されている。
トウモロコシの一品種は、甘い粘液を分泌する気根を成長させる。シエラ・ミクセ（Sierra Mixe）はメキシコのオアハカ州の痩せた土壌でも無肥料で生育する背の高い品種で、そのムチレージは、高糖分、低酸素の環境で繁殖するバクテリアを通じて窒素固定を補助することが示されている。

## 供給源
以下の植物や藻類は、一般的なものよりはるかに高濃度のムチレージを含むことが知られている。
- アロエベラ
- タチアオイ
- ツルムラサキ
- サボテン
- Chondrus crispus（アイリッシュモス）
- ツナソ属 （ジュートプラント）
- ナガイモ（中国ヤマイモ）
- Drosera (sundews)
- Drosophyllum lusitanicum
- Fenugreek
- Flax seeds
- Kelp
- Liquorice root
- Mallow
- Mullein
- Okra
- Nopal
- Parthenium
- Pinguicula (butterwort)
- Plantago major (greater plantain)
- Psyllium seed husks
- Salvia hispanica seed (chia)
- Talinum triangulare (waterleaf)
- Taro
- Ulmus rubra bark (slippery elm)

## 参照
- 海洋ムチレージ、もしくは海の鼻水

1. ↑  “Modes of Locomotion in Protists: 5 Modes” (英語). Biology Discussion. (2016年9月6日).  オリジナルの2017年12月24日時点におけるアーカイブ。 2017年10月26日閲覧。
2. ↑  “Mucilage cell, cactus”. www.sbs.utexas.edu. 2017年6月15日時点のオリジナルよりアーカイブ。2017年10月26日閲覧。
3. ↑  Paul, Eldon A., ed (2006). Soil Microbiology, Ecology and Biochemistry (3rd ed.). Academic Press. p. 33. ISBN 9780080475141.  オリジナルの2017-12-24時点におけるアーカイブ。
4. ↑  “Carnivorous Plant Trapping Mechanisms”. International Carnivorous Plant Society. 2016年4月6日時点のオリジナルよりアーカイブ。2016年3月29日閲覧。
5. ↑  Institute of Medicine (2001). Dietary Reference Intakes: Proposed Definition of Dietary Fiber. Washington, D.C.: National Academy Press. p. 19. ISBN 978-0-309-07564-0
6. ↑  “Slippery Elm”.   University of Maryland Medical Center. 2015年11月17日時点のオリジナルよりアーカイブ。 Template:Cite webの呼び出しエラー：引数 accessdate は必須です。
7. ↑  Spitzenberger, Ray (2007年8月23日). “Glue, Paste or Mucilage: Know the Difference?”. East Bernard Express (East Bernard, TX) 2016年3月29日閲覧。
8. ↑  Dawidowsky, Ferdinand (1905). Glue, Gelatine, Animal Charcoal, Phosphorus, Cements, Pastes, and Mucilage. Henry Carey Baird & Co.. pp. 1. ISBN 978-1-113-00611-0
9. ↑  “Drosera L.” (English). Plants of the World Online.   Royal Botanic Gardens, Kew. 2023年3月16日閲覧。
10. ↑  “Filmjölk från Linnés tid” (スウェーデン語) (PDF). Verumjournalen 2002:  10. (2002) 2007年7月18日閲覧。. [リンク切れ]
11. ↑  Östman, Elisabeth (1911). “Recept på filmjölk, filbunke och långmjölk” (スウェーデン語). Iduns kokbok. Stockholm: Aktiebolaget Ljus, Isaac Marcus' Boktryckeriaktiebolag. p. 161.  オリジナルの2008-10-29時点におけるアーカイブ。 2007年7月18日閲覧。
12. ↑  
“Vad gjorde man med mjölken?” (スウェーデン語).   Järnriket Gästrikland, Länsmuseet Gävleborg. 2007年3月22日時点のオリジナルよりアーカイブ。2007年8月5日閲覧。
13. ↑  Harper, J. L.; Benton, R. A. (1966-01-01). “The Behaviour of Seeds in Soil: II. The Germination of Seeds on the Surface of a Water Supplying Substrate”. Journal of Ecology 54 (1):  151–166. doi:10.2307/2257664. JSTOR 2257664.
14. ↑  Hasegawa, K.; Mizutani, J.; Kosemura, S.; Yamamura, S. (1992-10-01). “Isolation and identification of lepidimoide, a new allelopathic substance from mucilage of germinated cress seeds”. Plant Physiology 100 (2):  1059–1061. doi:10.1104/pp.100.2.1059. ISSN 0032-0889. PMC 1075667. PMID 16653018.
15. ↑  Lu, Juanjuan; Tan, Dunyan; Baskin, Jerry M.; Baskin, Carol C. (2010-06-01). “Fruit and seed heteromorphism in the cold desert annual ephemeral Diptychocarpus strictus (Brassicaceae) and possible adaptive significance”. Annals of Botany 105 (6):  999–1014. doi:10.1093/aob/mcq041. ISSN 0305-7364. PMC 2876001. PMID 20348559.
16. ↑  Yang, Xuejun; Zhang, Wenhao; Dong, Ming; Boubriak, Ivan; Huang, Zhenying (2011-09-02). “The Achene Mucilage Hydrated in Desert Dew Assists Seed Cells in Maintaining DNA Integrity: Adaptive Strategy of Desert Plant Artemisia sphaerocephala”. PLOS ONE 6 (9):  e24346. Bibcode: 2011PLoSO...624346Y. doi:10.1371/journal.pone.0024346. ISSN 1932-6203. PMC 3166310. PMID 21912689.
17. ↑  Villellas, J.; García, M. B. (2013-09-01). “The role of the tolerance–fecundity trade-off in maintaining intraspecific seed trait variation in a widespread dimorphic herb” (英語). Plant Biology 15 (5):  899–909. doi:10.1111/j.1438-8677.2012.00684.x. hdl:10261/87756. ISSN 1438-8677. PMID 23126286.
18. ↑  "The Corn of the Future Is Hundreds of Years Old and Makes Its Own Mucus". Smithsonian Magazine. 10 August 2018. ISSN 0037-7333。